# Vulcacio Rufino
Vulcacio Rufino (latino: Vulcacius Rufinus; ... – 368) è stato un politico, prefetto e sacerdote romano, imparentato con la dinastia costantiniana.

## Biografia
Pagano, Rufino fu fratello di Nerazio Cereale, di Galla (la madre di Costanzo Gallo) e della madre, dal nome sconosciuto, di Massimo (praefectus urbi nel 361-2).
La sua carriera lo vide pontefice massimo, consolare per la Numidia, comes ordinis primi intra consistorium sotto l'imperatore Costante I o suo fratello Costanzo II, comes per orientem Aegypti et Mesopotamiae per easdem vice sacra iudicans dal 5 aprile 342, praefectus praetorio per l'Italia dal 344 al 347 (tra le prefetture di Fulvio Placidio e Ulpio Limenio), console ordinario prior per il 347 con Flavio Eusebio, praefectus praetorio per l'Illyricum tra il 347 e il 352.
Mentre era prefetto, fu inviato dall'usurpatore Magnenzio, che aveva spodestato Costante, in una ambasciata presso Costanzo II, assieme a Marcellino, Massimo e Nunechio. Rufino non venne arrestato, a differenza dei suoi compagni, e rimase prefetto dell'Illyricum per Costanzo. Nel 354, dopo la caduta di Magnenzio, fu prefetto in Gallia, risiedendo nella capitale Constantina (Arles), ma fu rimpiazzato da Gaio Ceionio Rufio Volusiano Lampadio, forse in quanto parente di Costanzo Gallo, quando questi cadde in disgrazia presso l'imperatore.
Tra il 365 e il 368 fu prefetto del pretorio per l'Italia, la Gallia e l'Africa, succedendo a Claudio Mamertino. Morì in servizio.
Aveva una domus a Roma, sul Quirinale, negli scavi della quale fu ritrovata la base di una statua dedicatagli dagli abitanti di Ravenna:
(CIL VI, 32051)